# 佐藤渚
佐藤 渚（さとう なぎさ、1987年11月7日 - ）は、日本のフリーアナウンサーで、元TBSアナウンサー。東海アドエージェンシー所属。

## 人物・経歴
宮城県仙台市出身。宮城県塩釜女子高等学校、宮城学院女子大学学芸学部生活文化学科卒業。家庭科の教員免許を持つ。
趣味は洋裁・アウトドア・プロ野球観戦（主に東北楽天ゴールデンイーグルス戦）など、特技は裁縫、料理、手話、陸上競技。
4歳ごろから仙台のモデル事務所に所属（最初に姉がスカウトされ、いっしょに付いて行っていたことから）。中学生のころからは、テレビでレポーターもするようになる。「TVスター名鑑」（2003年 - 2006年）に掲載されていたプロフィールによると、高校時代には東京の芸能プロダクション・ルージュ、大学進学後は地元の仙台SOSモデルエージェンシー（現：モラドカンパニー）にそれぞれ所属していたという。
2010年にTBSテレビに入社、ローカルタレントからアナウンサーに転向する。同期入社は石井大裕と小林悠（2016年退職）。なお、TBS局内では2010年入社の3人組を「赤坂つたえ隊」と名づけた。
2016年3月3日、Jリーグ・浦和レッズ所属（当時）のサッカー選手柏木陽介と結婚。
2017年3月9日、アナウンス室ブログにて『2017年4月30日付にてTBSテレビを退社する』ことを明らかにした。退社後は2012年から担当している『〜歌を絆に〜 東北希望コンサート』を2019年まで引き続き担当した。
2020年3月に第1子を出産。2023年3月には第2子を出産。
2024年7月、自身のSNSを開設し、夫の現役引退を機にフリーアナウンサーとして復帰すること、岐阜県に転居しており東海地方を拠点に活動していく意向であることを発表した。11月、広告代理店「東海アドエージェンシー」に所属し、司会業を中心に活動している。

### エピソード
- プロ野球･東北楽天ゴールデンイーグルスのファン。2013年5月6日にはクリネックススタジアム宮城で行われた楽天対オリックス・バファローズ7回戦の始球式を務めた[9]。同年11月2日（土曜日）に同スタジアムで開催の日本シリーズ第6戦・楽天対巨人では、TBSテレビが地上波テレビでの全国向け中継を担当する関係で、直前中継のリポーターとしてスタジアムに派遣。スポーツキャスターとしてレギュラー出演中の『報道特集』と、『王様のブランチ』内の生中継でリポートを入れた[10]。
- 餃子が好物。地元・仙台に帰省する途中に宇都宮で降りて宇都宮餃子を食べてから仙台に向かったり、浜松まで自ら足を運んで浜松餃子を食べに行くことがある。
- 小学6年の頃に、オレンジワン泉（現・アイスリンク仙台）の冬期スケート教室に通ったことがある[11]。この頃、同リンクで羽生結弦もスケートを始めた。
- 2011年3月11日に発生した東北地方太平洋沖地震（東日本大震災）で、故郷が甚大な被害を受ける。佐藤は後日赤坂サカスでの募金活動の際に、家族は無事だったものの、高校時代の友人を津波で亡くしたことを明かした[12]。同年4月に新たに開設した自身のブログにおいても、1通目は大震災について触れていた[13]。
- 2012年10月21日に開催された第1回ちばアクアラインマラソンにゲストランナーとして出場。フルマラソン初挑戦ながら完走（タイムは5時間29分台）を果たした[14]。
- 自身が出演していた番組『女子アナの罰』で、出演時の衣装からMCの大久保佳代子と伊達みきおから「ズベ公」というあだ名を付けられる（あだ名は同番組限定）。

## アナウンサー時代の出演番組
☆印は「赤坂つたえ隊」の一員として出演した番組

### テレビ
レギュラー・準レギュラー出演
- はなまるマーケット「とくまる」はなまるアナ（2011年4月27日 - 10月）
  - 「クチコミラボ」ナレーション（2010年11月5日 - 2011年3月25日）
- サンデーモーニング（2011年4月3日 - 2012年3月25日）サブキャスター
- 報道特集（2012年10月6日 - 2014年3月29日）スポーツキャスター
- JNNフラッシュニュース（2013年10月1日 - 2014年3月）火曜日担当
- 女子アナの罰（2012年7月23日 - 2014年3月26日）不定期出演
- サンデージャポン（2013年7月 - 2014年春）リポーター。ただし、正式レギュラーではなかった
- はやチャン!（2014年3月31日 - 2015年3月27日）
- 有田のヤラシイ…（2014年5月2日未明 - 2015年3月27日未明）不定期出演
- あさチャン!（2014年3月31日 - 2016年3月25日）
- タビノバ〜トンネルを抜けて、自由な未来へ!〜（2016年1月3日 - 3月27日）
- 中村雅俊が行く 伊達な海道探訪（2015年6月14日 - 9月27日）ナレーション
- ウエディングステージ（2014年10月9日 - 2016年3月31日）ナレーション
- Nスタ（2012年3月26日 - 2013年9月27日）スポーツキャスター→フィールドキャスター・リポーター＜2013年4月1日 - ＞
  - 同第0・1部【ニュースワイド】（2016年3月28日 - 9月30日）
- THE 歴史列伝〜そして傑作が生まれた〜（2014年4月11日 - 2016年3月25日、BS-TBS）
- ニュースバード1600（TBSニュースバード、木曜 → 火曜日担当、2011年3月31日 - 2012年3月27日）キャスター

単発出演ほか
- みのもんたの朝ズバッ!「ズバッ!8時またぎ」☆（2010年7月16日）
- 早ズバッ!ナマたまご「早ズバッ!夏サカス」☆（2010年7月19日 - 8月31日）
- 赤坂ビッグバンバンバン!!☆（2010年8月4日）
- キングオブチェアー（2010年11月8日、12月13日）田中みな実の代役進行
- 『初日の出大賞』〜森田さん新春お天気スペシャル〜（2011年1月1日）進行役
- さんまのホントの恋のかま騒ぎ（2011年4月13日）ゲスト出演
- ビートたけしのあと5回だけヤラせてTV（2011年12月29日）コーナー実況
- CDTVスペシャル 年越しプレミアライブ2011→2012（2011年12月31日）進行役
- 2012ザック&なでしこW代表戦連続生中継!（2012年2月29日）スタジオ進行
- ひるおび!（2012年4月までにリポーターとして数回出演）
- NEWS23クロス（2012年7月23日 - 8月10日）
  - NEWS23（2014年2月3日 - 2月24日）
- 王様のブランチ（2012年7月28日）
23・ブランチ共に出水麻衣の海外出張[15] による代役で、キャスター・進行を務める
- オールスター感謝祭'12秋 超豪華!クイズ決定版（2012年9月29日）「赤坂5丁目ミニマラソン」ランナーとして出演。
- ニューイヤー駅伝（2013年 - 2015年の1月1日）リポーター
- 新春スポーツバトル!サカスポ!頂上決戦スペシャル[16]（2013年1月5日）リポーター
- JNNスポーツ&ニュース[17]（2013年1月5・6日・2014年1月5日）キャスター
- 世界衝撃映像100連発 カメラが見た劇的瞬間第8回（2013年9月26日）司会アシスタント
- 音ボケPOPS（BS-TBS、2013年12月8日 - 12月15日）アシスタント。ただし、正式レギュラーではない
- クイーンズ駅伝2014～第34回全日本実業団女子駅伝（2014年12月14日）スタート・エンディングMC
- みんなのえいが（2010年10月10日 - 2017年3月12日） - MC

### ラジオ
- 悠と渚のハツラツサンデー（2011年1月2日 - 4月3日）
- 大沢悠里のゆうゆうワイド
  - TBSラジオニュース（主に金曜日、2010年9月7日 - 2011年9月）
  - アシスタント・陣内貴美子欠席時の代役（2012年7月26日・8月16日）
- アンタッチャブル柴田のBINGO!（2013年7月1日 - 9月23日）番組冒頭のナレーション
- が〜まるちょば、しゃべる!（2014年3月31日 - 2015年2月23日）番組内ナレーション
- 小島慶子 キラ☆キラ（2011年12月26日）メインパーソナリティ・小島慶子欠席時の代役
- 〜歌を絆に〜 東北希望コンサート（2012年 - 2019年） - 番組進行役[18]。放送休止期間あり。2015年春まで年4回ペース→2015年7月より2019年10月まで毎週土曜日に15分番組として放送
- マイフェイバリッと（2014年8月4日 - 15日）
- 東日本大震災特別番組「あの日のあなたへ、あの日の私へ」（2016年3月11日）

### ネット配信
- ギャルトーク天国（TBSオンデマンドがYouTube、Ustreamにて配信、2010年11月2日 - 2012年3月27日）
- 女子が語るアニメ話「これスキ!なんかイモみたい!!」（2013年3月27日 - 2014年3月26日、TBS YouTube公式チャンネル毎週水曜日更新）

### 雑誌
- 週刊プレイボーイ（2013年12月2日号。タレント時代にも2度グラビア掲載）

## タレント時代の経歴

### テレビ
- 日本テレビ系列「恋のから騒ぎ」
  - 大騒ぎスペシャル『女子高生編』（2003年10月4日[19]。最前列中央。高校1年時）
  - レギュラー放送・15期生（2008年4月26日[20]・5月3日[21]。最前列左端。大学3年時）
- ミヤギテレビ「モバ☆スタ」／「モバ☆スタ2.0」
- ミヤギテレビ「香坂みゆきのハロー県議会」
- 東日本放送「裏影」アシガール

### 広告
- 2001年秋　NTTドコモ東北「モバイルカタログ」
- 2002年春　NTTドコモ東北「モバイルカタログ」
- 2002年9月～2004年　全薬工業「カタセ錠」CM
- 2003年冬　NTTドコモ東北「冬のキャンペーン」メインキャラクター
- 2004年3～4月　ディズニーシー・シンフォニーファイナル
- 2007年10～12月　NTTドコモ東北 TVCM「伝統と自分らしさ」篇

### イメージビデオ
- 2003年4月1日　『渚のだーいいっぽ』（エキスプレス）
- 2004年6月18日　『Pure smile 佐藤渚』（竹書房）
- 2004年12月20日　『渚日和』（OMATA）
- 2005年5月28日　『ナギサマー～渚の夏～』（ビーエムドットスリー）

### 写真集
- 2004年6月25日　『渚物語』（彩文館出版）

### CM
- 昭和ドライバーズカレッジ（福島県内ローカル） - 生徒役

## 参考資料
- TVスター名鑑2003～2006（東京ニュース通信社）
- TBSアナウンサー名鑑2010（TBSテレビ）